# Санжійка
Санжі́йка — село Дальницької сільської громади в Одеському районі Одеської області в Україні. Населення становить 791 особа.

## Історія
У 1792 році на березі Чорного моря поруч з небезпечним для кораблів місцем, де з'єднуються підводні течії з протоки Босфор і Керченської протоки був заснований військовий пункт Санджак, що складався з сторожової вежі і землянки, де розміщувалися солдати, що несли службу. Для попередження кораблів на вежі днем вивішувалися морські прапорці, а вночі — ліхтарі. В 1921 році був заснований Санжійський маяк, старий будинок побудовано в 1956 році. У районі маяка, в результаті ерозії ґрунту, нерідкі обвали берега, у зв'язку з цим в кінці 2010 року нову будівлю маяка перенесли далі від берегової лінії, що підійшла до маяка занадто близько.
7 (20) листопада 1917 року, відповідно до Третього Універсалу Української Центральної Ради, увійшло до складу Української Народної Республіки. 
Під час організованого радянською владою Голодомору 1932—1933 років померло щонайменше 17 жителів села.
Колищній орган місцевого самоврядування — Дальницька сільська рада.
15 липня 2005 року прийнято рішення Дальницької сільської ради вулицю Дмитра Мельника, загиблого військового, змінили на вулицю Бузкову, вулицю Івана Липи – на Затишну, а провулок Левка Симиренка – на Привітний. Перейменування визнали скандальним, суперечливим  і неприйнятним. 

## Політика

### Парламентські вибори, 2019
На позачергових парламентських виборах 2019 року у селі функціонувала окрема виборча дільниця № 510689, розташована у приміщенні школи.
Результати
- зареєстровано 712 виборців, явка 54,49%, найбільше голосів віддано за «Слугу народу» — 46,65%, за «Опозиційну платформу — За життя» — 17,78%, за Партію Шарія — 6,96%.[9] В одномандатному окрузі найбільше голосів отримав Сергій Колебошин (Слуга народу) — 44,98%, за Василя Гуляєва (самовисування) — 29,79%, за Сергія Боба (Опозиційна платформа — За життя) — 10,64%[10].

## Економіка
На території села працює СТОВ «Маяк», що спеціалізується на вирощуванні зернових та технічних культур.
У селі працює багато фермерів, які вирощують виноград, кавуни та дині.

### Туризм
Одним із найвідвідуваніших місць півдня України влітку є село Санжійка. Саме тут знаходиться однойменний маяк та мальовниче урвище над морем, які привертають увагу подорожуючих. Пляж відрізняється крутими глинисто-піщаними схилами, а також камінням на морському дні. З центру Санжійки зручний доступ до моря.
Діти з місцевої школи організовують оглядові екскурсії «Санжійка — перлина на березі Чорного моря» для вчителів з інших шкіл, учнів із сусіднього міста та іноземних гостей. Діти-екскурсоводи показують відвідувачам села будинок письменника Паустовського та маяк, місце на узбережжі, де любив виконувати пісні Висоцький, місця зйомок фільмів «Д'Артаньян і три мушкетери» та «Приморський бульвар». Після екскурсії гостей села пригощають юшкою зі свіжої риби, що водиться у водах Чорного моря, місцевими овочами та фруктами.

## Населення
Санжійку сміливо можна назвати «грецьким селом», адже тут мешкають переважно греки[джерело?].
Згідно з переписом УРСР 1989 року чисельність наявного населення села становила 621 особа, з яких 285 чоловіків та 336 жінок.
За переписом населення України 2001 року в селі мешкало 786 осіб.

### Мова
Розподіл населення за рідною мовою за даними перепису 2001 року:
| Мова       | Відсоток |
| ---------- | -------- |
| українська | 72,95 %  |
| російська  | 24,15 %  |
| молдовська | 2,02 %   |
| болгарська | 0,63 %   |
| білоруська | 0,13 %   |

## Освіта
На території місцевої школи встановлена сучасна теплиця. Школярі протягом року можуть знайомитись із повним циклом робіт у рослинництві, навчатися пересаджувати, обрізати, прищеплювати, підживлювати рослини, проводити дослідження в умовах закритого ґрунту.

## Культура
Санжійка 4 рази зустрічається у книзі Констянтина Паустовського «Повесть о жизни. Время больших ожиданий».

## Фотогалерея

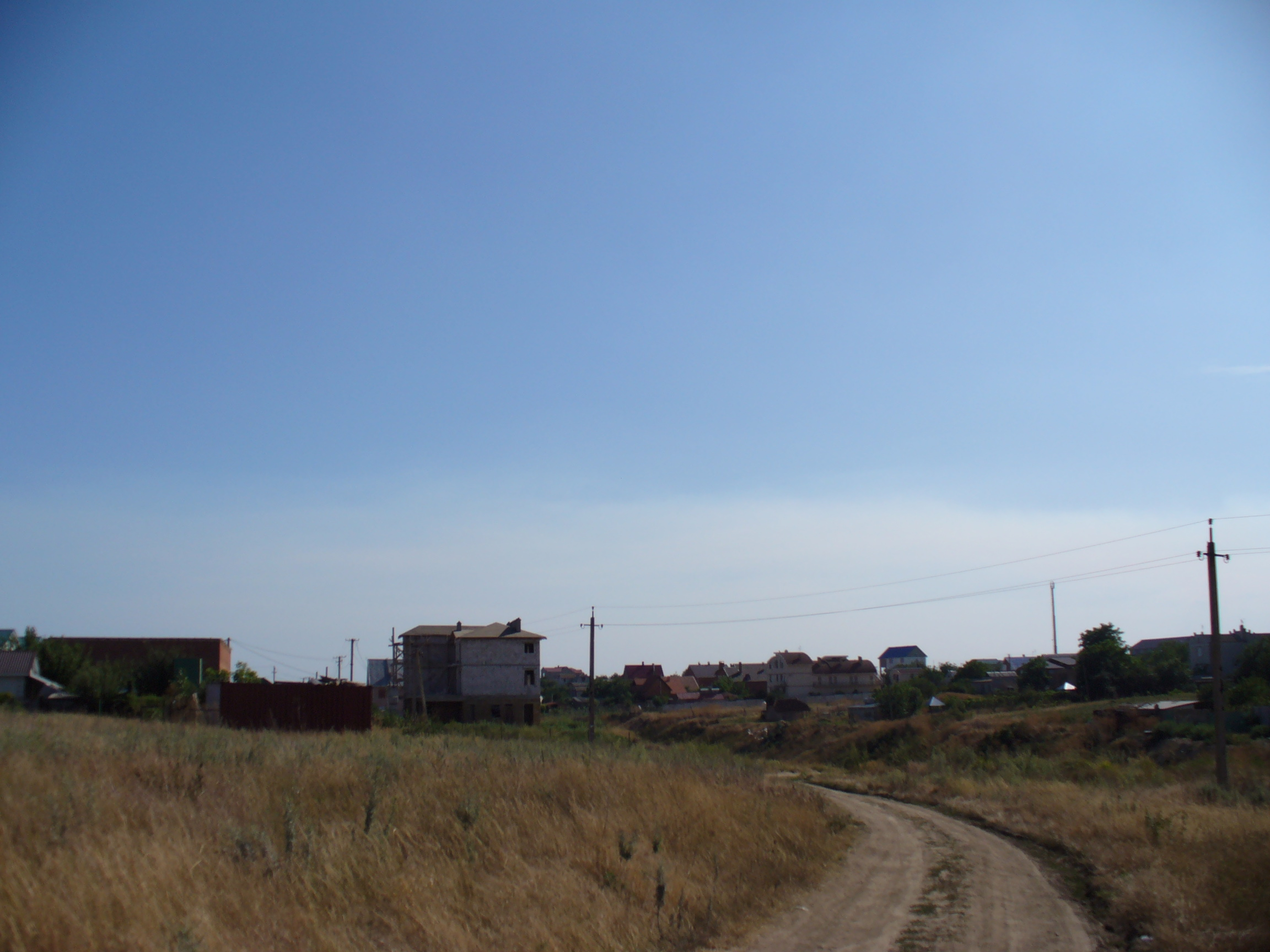
Вид з боку моря
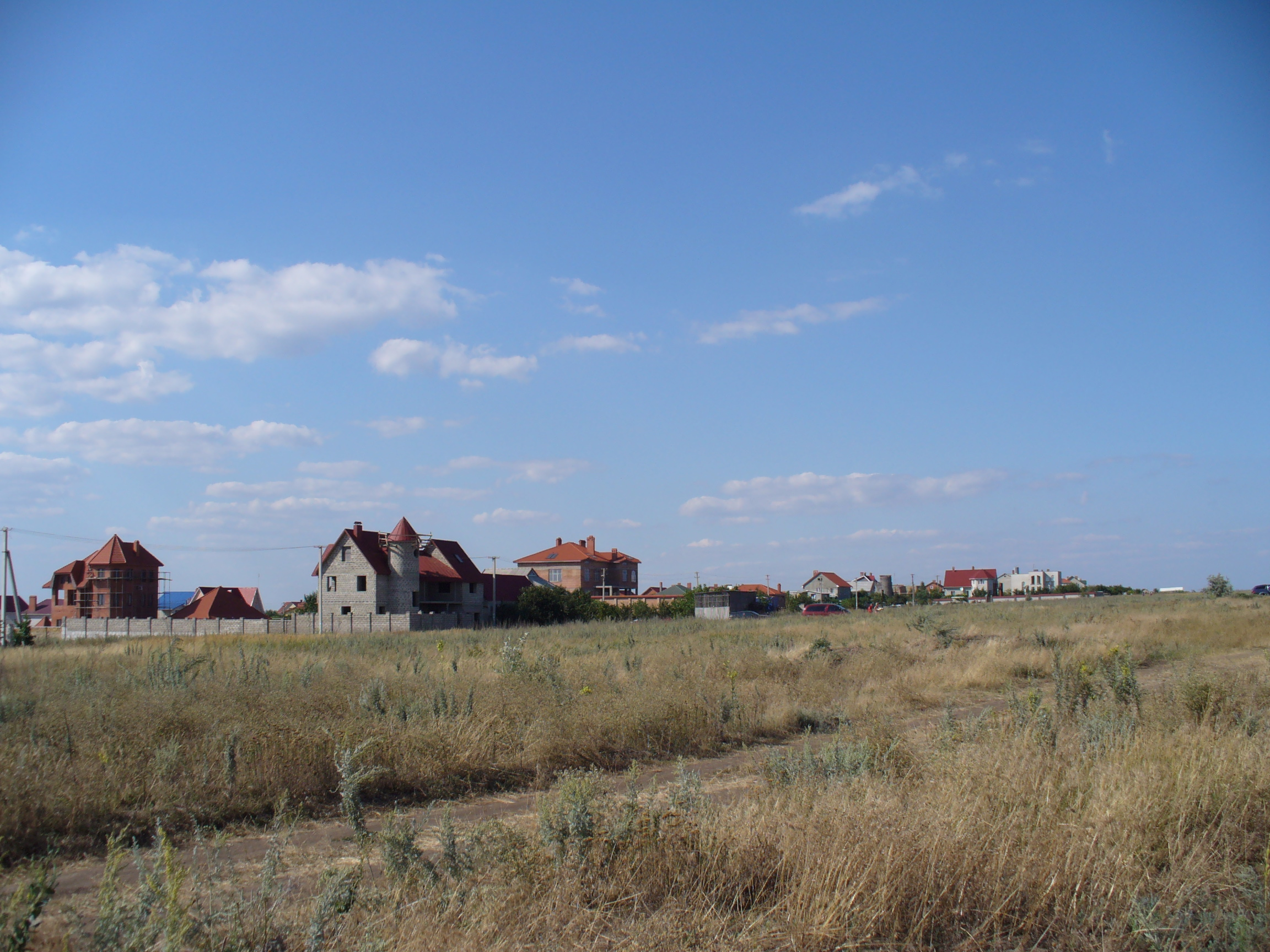
Будинки біля узбережжя
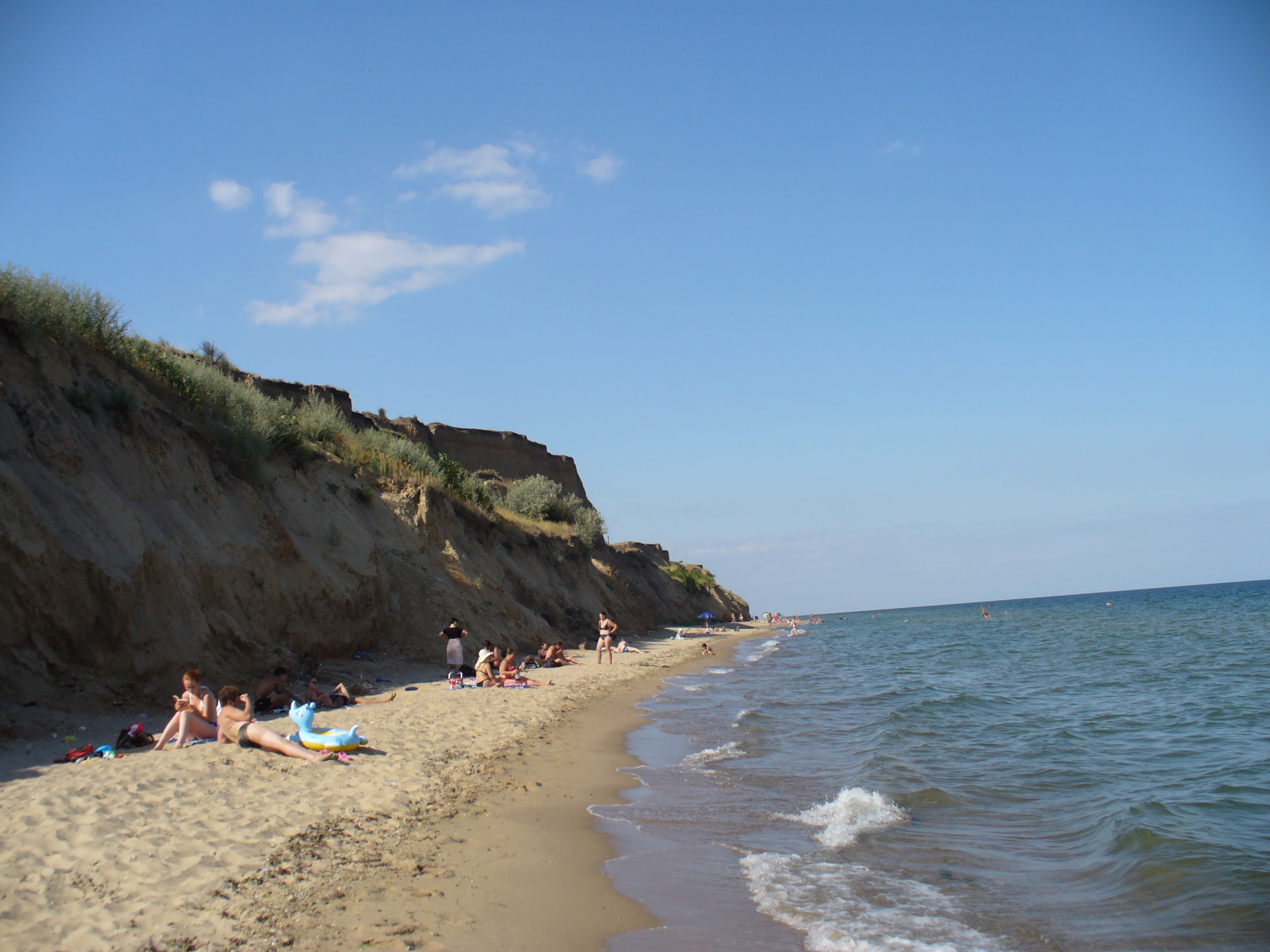
Узбережжя
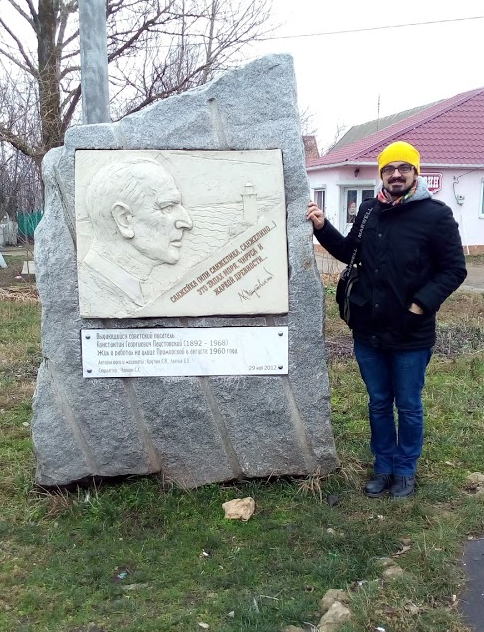
Пам'ятник Паустовському у селі Санжійка
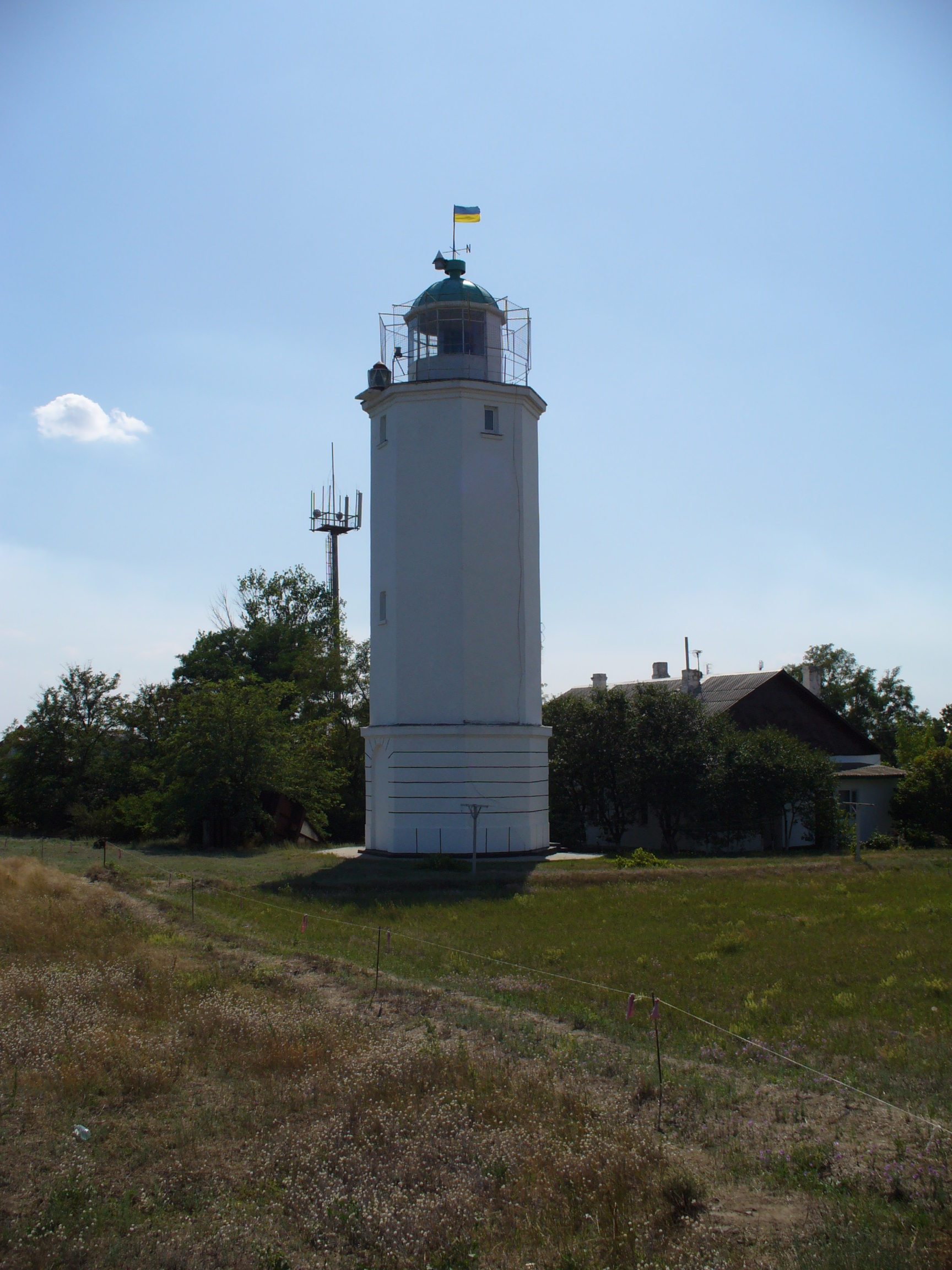
Санжійський маяк. Вид зі сходу
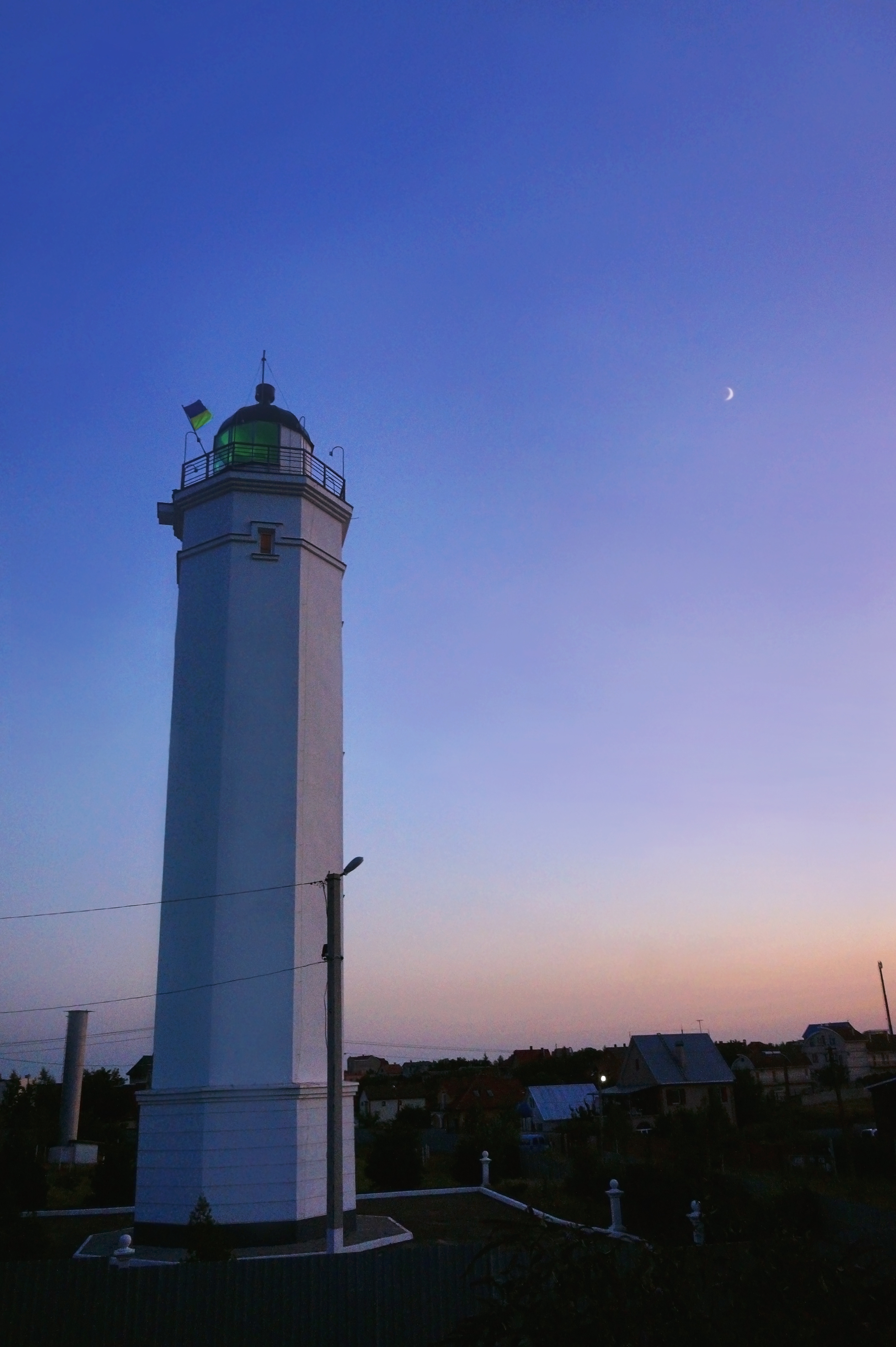